# Neo (média)
Pour les articles homonymes, voir Neo.
Neo (également stylisé neo ou neo.tv) est un média vidéo français lancé en novembre 2020 par Stéphane Simon, Sami Biasoni, Anne-Henri de Gestas, Louis Perrin et Bernard de La Villardière.
Neo, dont le modèle économique repose à 75 % sur du marketing de contenu, diffuse ses vidéos sur les réseaux sociaux.

## Création
L’idée d’un média de vidéos d'informations positives sur les terroirs, diffusées sur les réseaux sociaux à la manière de Brut, germe dans la tête des consultants de Dentsu International Anne-Henri de Gestas et Louis Perrin. Fin 2019, ils rencontrent le producteur Stéphane Simon, le banquier d'investissement Sami Biasoni et Bernard de La Villardière qui réfléchissent aussi de leur côté à la possibilité de lancer un média vidéo sur les réseaux sociaux. Ils s’associent début 2020 pendant le premier confinement pour créer neo, un projet accéléré par la crise sanitaire.
Le média Neo, surnommé le « Brut des terroirs »,, est lancé en novembre 2020,,. Cinq mois après son lancement, le média entre dans le « top 4 » des pure players vidéos, avec 140 millions de vues et 150 000 abonnés cumulés.
En mai 2021, le média vidéo lance son site Internet.
En janvier 2023, Bernard de La Villardière cède sa participation dans la société pour se consacrer à de nouveaux projets,. Selon Le Monde, il est alors en désaccord avec la vision et la stratégie du site Neo. Le jeune média déménage dans le 9e arrondissement de Paris. En outre, Neo se dote d’une nouvelle identité visuelle.
En février 2023, Le Monde indique que le media a dépassé le milliard de vues, toutes plates-formes confondues, que la société produit une centaine de vidéos chaque mois, et qu'elle affirme atteindre mensuellement environ trente millions de comptes sur les réseaux sociaux.
En avril 2023, Neo lance Lou, un nouveau média social vidéo « destiné aux femmes actives »  .

## Ligne éditoriale

### Publications
Neo déclare prendre pour sujet principalement des « gens ordinaires », en mettant l'accent sur les « très petites entreprises, les agriculteurs et pas sur la France des 35 heures ». Le Monde indique que le média se focalise sur les terroirs et l'histoire, et parcourt la France à la « recherche de personnages hauts en couleur pour mettre en lumière métiers, passions et histoires oubliées ». Le média se donne pour objectif un traitement « positif et bienveillant » des sujets abordés. Pour Le Figaro, ce genre de traitement est un pari risqué, les contenus les plus partagés sur les réseaux sociaux étant ceux les plus clivants.
Dans l'équipe du média, Louis Perrin et Anne-Henri de Gestas sont deux anciens de l’entreprise de communication Dentsu Consulting ; le producteur de télévision Stéphane Simon est proche de Michel Onfray, cofondateur de la revue Front populaire, qui ambitionne de rassembler les souverainistes de gauche et de droite ; Sami Biasoni est un banquier d'investissement, également essayiste, opposé à l’écriture inclusive et au wokisme, et contributeur du mensuel Causeur. D'après Le Monde, le média « prône le localisme contre la globalisation », et le journal questionne la possibilité d'un positionnement à droite de l'échiquier politique. Les dirigeants répondent qu'ils veulent faire du « divertissement » et n'ont pas d'orientation politique,.
En 2020, Bernard de La Villardière déclare que Neo cible « aussi bien les jeunes que les générations plus âgées », ; 20 minutes affirme que le média cible les plus de 25 ans. En 2021, La Lettre estime que ce média vise un « lectorat âgé amoureux des territoires » contrairement à Brut ou Loopsider qui « s'adressent à une population jeune et branchée ». Fin 2021, The Conversation affirme que Neo fait partie des médias comme Brut, Loopsider ou Konbini ayant « compris que les 18-25 […] recherchent des informations insolites et divertissantes » et ayant eu du succès en lançant des vidéos courtes, ce qui correspond à l'attente des 18-25 ans, qui préfèrent les vidéos entre une et cinq minutes.
La société réalise des contenus pour les marques (brand content), ce qui en 2023 représente l'essentiel de ses rémunérations.

### Vidéos notoires
Dans ses premiers sujets, le média vidéo traite de l'histoire oubliée d'Albert Roche (le soldat français le plus décoré de la Première Guerre mondiale), relate l'histoire derrière l'hymne du Racing Club de Lens, met en question la sanité des produits végans, réalise des interviews de Jean-François Clervoy et Carla Bruni, etc.,,,.
Un article du Monde de 2023 indique deux des principaux succès du média : le portrait de Martin, 15 ans, ébéniste autodidacte qui veut travailler bois et métal sans électricité, et celui de Marie-Lou, femme de 103 ans qui refuse de fermer son bar pendant le confinement.

### Partenariats éditoriaux
Au cours de l’année 2021, Neo noue un partenariat éditorial avec le quotidien régional Sud Ouest,. La même année[réf. nécessaire], il se rapproche de l'hebdomadaire Marianne pour produire des vidéos sur les grands dossiers du journal[source secondaire souhaitée]. Il a noué un partenariat de régie publicitaire avec le Groupe M6.

## Organisation

### Comité éditorial
- Franz-Olivier Giesbert (ex-directeur éditorial de La Provence)[21]
- Christine Goguet (directrice du mécénat et des partenariats du Centre des monuments nationaux)[20]
- Hubert Coudurier (directeur de l’information du Télégramme)[20]
- Édouard Tétreau (conseiller de dirigeants d’entreprises, chroniqueur et essayiste français)[17]

### Actionnariat
Pour financer son lancement, le média a levé 1,55 million d’euros à l’été 2020 auprès d’investisseurs privés,. François Blot (Atlantico), Olivier Roux (GL events), Laurent Meeschaert (L'Incorrect) et Armand de Villoutreys prennent une participation minoritaire dans le média,.
En début de l'année 2023, Bernard de La Villardière et trois de ses proches sortent du capital de Neo. Dans le même temps, Neo effectue une seconde levée de fonds de deux millions d'euros,. Les parts sont détenues en majorité par les cofondateurs.
La Lettre A remarque que le média s'appuie sur des actionnaires majoritairement de droite. L'entreprise est notamment financée par le Fonds du bien commun du milliardaire catholique conservateur Pierre-Édouard Stérin,

## Modèle économique
À l'instar de ses concurrents, Neo mise sur la publicité et les partenariats avec des marques qui souhaitent valoriser leur implantation dans les territoires via du sponsoring éditorial, du brand content, ou de la marque blanche,. Parmi ses clientes, on trouve Leboncoin,,, EDF, la Fondation Foch,, Groupama, les Chambres de métiers et de l’artisanat, ou encore le Comité Colbert, lobby des principales maisons de luxe françaises. Ainsi, en 2023 l'entreprise « réalise 75 % de son chiffre d’affaires avec des contenus réalisés pour les marques », proportion qui atteint 85 % en 2024.
Les fondateurs du média ont travaillé sur la réduction des coûts de production : en général, une minute de télévision coûte entre 1 500 et 3 000 euros la minute, et l'équipe fondatrice s'est donnée comme objectif un coût maximum situé entre 150 et 200 euros la minute.
En janvier 2023, la plateforme affirme avoir effectué une seconde levée de fonds à hauteur de deux millions d'euros.
L'équipe est composée d'une vingtaine de journalistes permanents,, et la société fait aussi appel à un réseau de pigistes en France,.